# Wolferstedt
Wolferstedt is een plaats en voormalige gemeente in de Duitse deelstaat Saksen-Anhalt, en maakt deel uit van de Landkreis Mansfeld-Südharz.
Wolferstedt telt 766 inwoners.